# 지도초등학교 (경기)
지도초등학교는 대한민국 경기도 고양시에 있는 공립 초등학교이다.

## 학교 연혁
- 1996.12.01 지도초등학교 개교(5학급)
- 1998.02.17 제1회 졸업장 수여식
- 2011.03.01 제5대 박연곤 교장 부임
- 2014.02.19 제17회 졸업장 수여식
- 2014.03.02 초등 38학교 편성

## 참고 자료
- 지도초등학교 - 한국교육학술정보원 학교알리미